# Jelena-Šantić-Friedenspark
Der Jelena-Šantić-Friedenspark ist eine öffentliche Grün- und Erholungsanlage am östlichen Ufer der Wuhle im Berliner Ortsteil Hellersdorf. Er wurde 1996 auf Initiative der Bezirksverwaltung Hellersdorf auf vorherigen Brachflächen angelegt und mit einem aus Naturmaterialien gestalteten Friedenszeichen ausgestattet. Der Park ist gleichzeitig Teil eines langfristig geplanten und schrittweise realisierten übergeordneten Grünzuges, der von Ahrensfelde bis nach Köpenick reicht, wo er im Köpenicker Forst aufgeht. Die zunächst Rohrbruchpark genannte Anlage wurde 2003 nach der serbischen Friedensaktivistin und Primaballerina Jelena Šantić umbenannt. In Vorbereitung der IGA 2017 wurde der Park leicht umgestaltet und Teil des am anderen Ufer der Wuhle im Ortsteil Marzahn liegenden Kienbergparks.

## Geschichte
Das Wuhletal, eine eiszeitliche Schmelzwasserrinne, zieht sich am östlichen Stadtrand von Berlin in Nord-Süd-Richtung durch verschiedene Bezirke. In früheren Jahrhunderten hatten die Menschen es nicht besiedelt und auch nicht genutzt. Im hier beschriebenen Bereich hatte die Stadt Berlin jedoch im 19. Jahrhundert Flächen gekauft und darauf Rieselfelder anlegen lassen. Erst Mitte der 1960er Jahre wurde diese Flächennutzung aufgegeben und an den Rändern entstanden die Großwohnsiedlungen Marzahn und Hellersdorf. Die Wuhle wurde durch den Bau eines neuen Klärwerkes mit Wasser gespeist und diente als Grüne Lunge.
Auf einer Karte des östlichen Berliner Umlands von 1899 befindet sich etwas weiter östlich von der Stelle des heutigen von Menschenhand geschaffenen Parks der Kopf-Berg, allerdings ohne Höhenangabe.
Auf der westlichen Seite des breiten Wuhletals wurde im Jahr 1987 die Berliner Gartenschau eröffnet, das gegenüber liegende östliche Flussufer blieb vorläufig sich selbst überlassen. Nach der politischen Wende ließ die Bezirksverwaltung Hellersdorf auf diesem Uferbereich den Erdaushub der Hellen Mitte großflächig aufhäufen. Dadurch entstand ein neuer Hügel von ungefähr 60 Meter Höhe. Bald darauf beschloss die Verwaltung, auf der neun Hektar großen Fläche ebenfalls einen Park anlegen zu lassen, der die Bezeichnung Rohrbruchpark erhielt. Im Juli 1994 gab es einen europaweiten landschaftsplanerischen Ideen- und Realisierungswettbewerb, den die Architekten Bureau B + B aus Amsterdam gewannen. Sie hatten in ihren Plänen eine sensible Umgestaltung unter voller Einbeziehung der landschaftlichen Gegebenheiten vorgesehen. Die Vorortarbeiten erfolgten vor allem im Jahr 1995 und wurden mit der Eröffnung des Parks im Juli 1996 in einem ersten Abschnitt abgeschlossen. Der Eröffnung wohnte die damals bereits schwerkranke Jelena Šantić bei und weihte das am Hang aus Steinen und Blumen gestaltete überdimensionale Peace-Zeichen ein. Am 22. März 2003, wenige Tage nach dem dritten Todestag der Friedensaktivistin, wurde der Park auf Anregung der Berliner Friedensorganisation Gruppe 485 in Jelena-Šantić-Friedenspark umbenannt. Der Ausbau der Parkanlage wurde schrittweise fortgesetzt.
Bei der Vorbereitung der Internationalen Gartenausstellung 2017 (IGA) wurde der Park mit dem Friedenssymbol in die IGA eingebunden. Dazu kam ein neuer Parkbereich, der den Namen Märkischer Garten erhielt. Während der Veranstaltungszeit war der Park nicht öffentlich, wurde aber nach dem Ende der IGA wieder frei zugängig.
Pläne des Bezirksamts sehen vor, dass im Park ein Freizeitbad entstehen soll, das erste öffentliche Freibad des Bezirks Marzahn-Hellersdorf. Es gibt breite Unterstützung durch die Bevölkerung, allerdings auch Widerstand von Naturschützern.

## Die Parkanlage

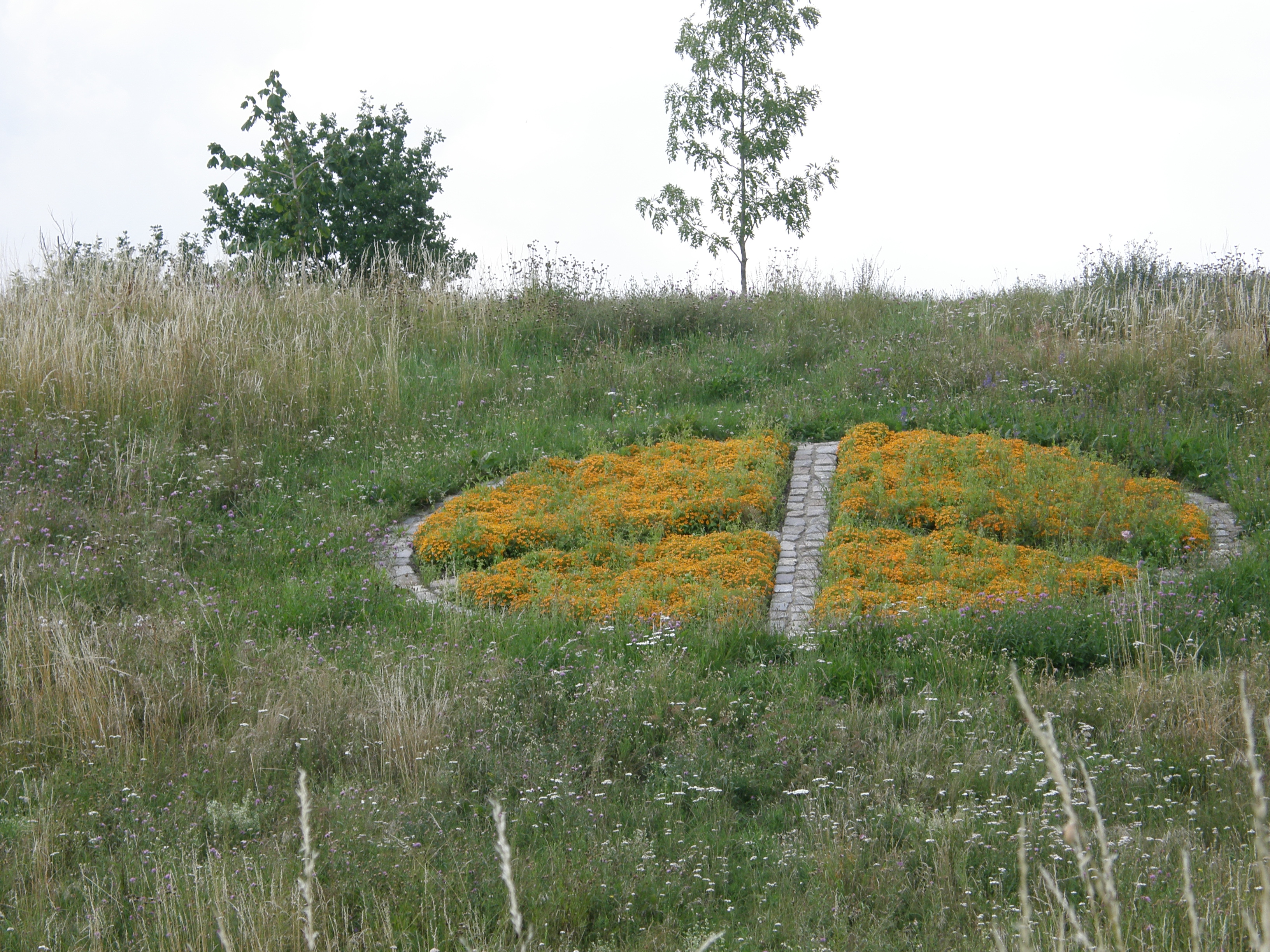
Friedenszeichen am Hang des Parks

Der Park besteht aus verschiedenen Nutzungsbereichen. Direkt im Talraum erfolgte eine naturnahe Gestaltung mit Wiesen und einzelnen Gehölzgruppen, in den der Hasenpfuhl, entstanden aus einer mit Grundwasser vollgelaufenen Baugrube, einbezogen wurde. Alle Wege in den Park sind behindertengerecht angelegt.
Der neugestaltete Hang ermöglicht eine umfangreiche Freizeitnutzung mit Spiel- und Liegewiesen, Bolzplatz, Beachvolleyballplatz, eine Skate-Anlage sowie Flächen zum Drachenfliegen oder Rodeln. Selbst größere Kulturveranstaltungen fanden hier bereits statt.
Um das Plateau entstand ein Rundweg mit Baumanpflanzungen und einem Regenrückhaltebecken. Der Hügel bietet Aussichtspunkte auf das gesamte Wuhletal, die Gärten der Welt, aber auch auf den Kienberg mit seiner Seilstation Wolkenhain. Auf den Weideflächen finden seltene einheimische Pferde-, Rinder- und Schafsrassen in einem Archepark ein Zuhause. Das Friedenszeichen, das der Anti-Atom-Bewegung der 1950er Jahre entlehnt wurde, ist das Markenzeichen der Grünanlage geworden und sogar aus der Luft erkennbar. Allerdings haben militante Gegner das Symbol bereits mehrfach beschädigt, so dass Polizisten und Wachschützer eingesetzt werden mussten.

## Lage und Erreichbarkeit
Der Park ist mit rund 450 Metern relativ langgestreckt, er liegt zwischen der Wuhle (westlich), der Spremberger Straße (nördlich), dem südlichen Abschnitt der Hellersdorfer Straße (östlich) und dem Feldberger Ring (südlich). Die Entfernung zum U-Bahnhof Kienberg (Gärten der Welt) beträgt knapp 100 Meter, wodurch er fußläufig schnell erreichbar ist. Die Grünanlage kann auch direkt vom Wuhlewanderweg aufgesucht werden. Zudem gibt es auch nahe gelegene Autoparkplätze.